# Лира (шпанска поезија)
Овај чланак се односи на врсту строфе у шпанској поезији.
Лира (шп. lira) је врста строфе од пет стихова у шпанској и италијанској метрици. Састоји се из два једанаестерца и три седмерца, при чему су други и пети стих једанаестерци, а први, трећи и четврти су стихови од седам слогова. Римују се први и трећи стих и други, четврти и пети, па према томе, метричка шема изгледа овако:
а7
B11
a7
b7
B11
Ова метричка форма потиче из италијанске поезије. Претпоставља се да ју је осмислио италијански песник Бернардо де Тасо, а у шпанску књижевност ју је увео познати шпански песник Гарсиласо де ла Вега почетком XVI века. Он је у првој строфи своје песме A la flor de Gnido употребио реч лира, која је по њему названа lira garcilasiana.
Si de mi baja lira
tanto pudiese el son, que en un momento
aplacase la ira
del animoso viento,
y la furia del mar y el movimiento.
Лира је, као метричка форма, убрзо стекла популарност у шпанској поезији. Употребљавали су је велики аутори, као што су Фрај Луис де Леон и Сан Хуан де ла Круз. Употреба ове строфе опада у бароку, да би поново оживела у доба романтизма.